# 福慶貞節牌坊
福慶貞節牌坊位於四川省廣元市旺蒼縣，文物遺址年代判定為清。2012年7月16日公佈為第八批四川省文物保護單位。
福慶貞節牌坊位於四川省廣元市旺蒼縣福慶鄉牌坊村2社，建於清同治六年（1867），坐北向南，占地面積約20平方公尺。牌樓四柱三開間，寬6.6公尺，通高6.7公尺；四柱南、北均施抱鼓石，寬1公尺，高1.7公尺，厚0.4公尺。明間寬1.65公尺，高2.2公尺；次間寬0.93公尺，高2.05公尺。明間上橫材南面楷書陰刻“冰清玉潔”四字，柱樓嵌牌位，柱枋上刻花卉、動物、人物、戲劇等圖案43幅。單簷，5樓廡殿頂，寶頂為鏤空石雕。該建築對於研究該區域的建築類型和建築特點提供了實物材料，也為研究當地的石刻藝術提供了寶貴的實物材料。1992年，福慶貞節牌坊被旺蒼縣人民政府公佈為縣級文物保護單位。